# استیو پودبورسکی
استیو پودبورسکی (انگلیسی: Steve Podborski؛ زادهٔ ۲۵ ژوئیهٔ ۱۹۵۷) ورزشکار اسکی آلپاین اهل کانادا است.
وی در مسابقات کشوری و بین‌المللی در مجموع برندهٔ ۱ مدال برنز شده‌است.